# Halcón y camaleón
Halcón y camaleón fue un programa de televisión chileno producido y emitido por Televisión Nacional de Chile en 2010 sirviendo como programa satélite con motivo de la Copa Mundial de Fútbol de Sudáfrica. Tuvo una temporada que contó con la animación de Felipe Camiroaga y Stefan Kramer. Además contó con la participación de Raquel Argandoña, Karen Doggenweiler y la modelo argentina Belén Francese. El programa debutó el 11 de junio de 2010 y finalizó el 11 de julio del mismo año sus emisiones originales.
El nombre del programa es un juego de palabras entre el apodo de Camiroaga (El halcón de Chicureo) y uno adoptado para Kramer, al ser un imitador, con la gran capacidad de esconderse, al igual que un camaleón.
Fue un estelar de conversación que se caracterizaba por mezclar famosos y parientes de los seleccionados de fútbol chilenos. En cada programa se mostraban nuevas imitaciones de Stefan Kramer, lo que le da a este programa una amplia audiencia y éxito. También en el humor está Julius Bikaka como un sudafricano perdido en Chile y el grupo Difamadores con parodias musicales.

## Invitados
- Michelle Bachelet
- Miguel Piñera
- Pablo Schilling
- Raquel Calderón
- Leonel Sánchez
- Humberto "Chita" Cruz
- Arturo Longton[1]
- Rocío Marengo
- Jorge "Mago" Valdivia
- Pablo Zalaquett
- Francisca Imboden
- Julio César Rodríguez
- Francisco Melo
- Francisco Pérez-Bannen
- Mónica Godoy
- Paola Volpato
- Andrés Velasco
- Katyna Huberman
- Carlos Nair Menem
- Sergio Livingstone
- Leo Rey

## Imitados
- Alexis Sánchez
- Arturo Vidal
- Julio César Rodríguez
- Diego Armando Maradona
- Miguel Piñera
- Pablo Zalaquett
- Jorge Valdivia
- Raquel Calderón
- Marcelo Bielsa
- Carlos Caszely
- Leo Rey